# トーア紡コーポレーション
株式会社トーア紡コーポレーション（トーアぼうコーポレーション 英語: Toabo Corporation）は、東亜紡織やトーア紡マテリアル等の企業を傘下に持つ持株会社である。

## 概要
毛織物など衣料用品の老舗企業である。天然繊維業界に所属し、毛糸製造・毛織物製造と第二次産業製品などの製造及び販売を行う衣料事業と、カーペット・毛布・不織布などの繊維製品の製造と販売をするインテリア産業資材事業を手がける。また半導体事業・薬品の製造と販売事業・不動産賃貸事業・自動車教習所の運営などの非繊維事業を行い、事業の多角化を図っている。
2003年（平成15年）、衣料事業分野を東亜紡織に、インテリア産業資材事業分野をトーア紡マテリアルに、非繊維事業分野をトーア紡コーポレーションにそれぞれ分離。子会社の4社と関連会社の3社でトーア紡コーポレーショングループを構成している。自動車専用の内装材など産業用資材がトップ収入源である。
関西ペイント、双日（旧・日商岩井）、トクヤマらとともに旧・岩井財閥系企業で設立された最勝会グループの会員企業である一方、みどり会および三和グループにも参加している。東亜紡織楠工場などの工場従業員が全国繊維化学食品流通サービス一般労働組合同盟の労働組合に加盟している。
平成期に国内の主力工場だった大垣工場などを閉鎖して、生産拠点の主力工場を中華人民共和国に移転した。1990年代から2000年代にかけて生産拠点を中華人民共和国に、2010年代にベトナムにそれぞれ移転した。

## 沿革
- 1922年（大正11年） - 資本金400万円で岩井勝次郎が設立した岩井商店系に岩井財閥の（現在の双日）が支援した企業として、前身である中央毛糸紡績株式会社が設立される。
- 1923年（大正12年）- 岐阜県大垣市に大垣工場を建設。梳毛糸の製造を開始。
- 1929年（昭和4年）- 大阪証券取引所で取引を開始。
- 1934年（昭和9年）- 三重県三重郡楠村に村長の岡田武兵衛により誘致され、楠工場を建設。梳毛糸の製造を開始。同年4月に四日市市の四日市コンビナート付近の三重郡日永村泊地区に四日市工場を建設。
- 1940年（昭和15年）- 東京市に事務所を開設。
- 1941年（昭和16年）- 中央毛糸紡績と錦華毛糸株式会社が合併し、東亜紡織株式会社を設立する。
- 1942年（昭和17年）5月 - 株式会社白金莫大小製造所を合併。
- 1943年（昭和18年）
  - 名古屋営業所を設置。
  - 10月 - 満蒙毛織工業株式会社を合併。
- 1944年（昭和19年）
  - 2月 - 関西紡織株式会社など9社を合併。
  - 4月 - 四日市工場が名古屋陸軍造兵廠に借り上げられる。
- 1946年（昭和21年 ）- 梳毛糸及び毛織物の製造を開始。
- 1948年（昭和23年）12月 - 陸軍製絨廠四日市支廠が払い下げられ、泊工場と改称の上、操業を開始。
- 1949年（昭和24年）5月14日 - 東京証券取引所・大阪証券取引所・名古屋証券取引所に上場。
- 1951年（昭和26年）12月 - 大垣工場の復元が完了、操業を開始。
- 1962年（昭和37年）- 泊工場でタフテッドカーペットの製造を開始。
- 1963年（昭和38年）- 泊工場でポリプロビレン綿の製造を開始。
- 1967年（昭和42年）- 泊工場でニードルパンチカーペットの製造を開始。
- 1972年（昭和47年）- 泊工場に織編部門を整備。
- 1983年（昭和58年）- 楠工場などの他工場から大垣工場に紡績設備を集約。
- 1985年（昭和60年）
  - 3月 - 東京営業所を東京支店に昇格させる。
  - 泊工場から楠工場にインテリア関係の設備と産業資材関係の設備を移設。泊工場用地は売却され、のちにショッピングセンターのパワーシティ四日市（現・イオンタウン四日市泊）となった。
- 1986年（昭和61年）- トーア紡第2ビルを淡路町三丁目2番8号に建設する。株式会社トーア自動車学校を設立。
- 1987年（昭和62年）7月 - トーア興発株式会社及び株式会社湖西自動車教習所を合併。
- 1989年（平成元年）- 新たに医薬品事業と半導体事業に進出し、半導体事業部を発足。
- 1991年（平成3年）
  - 呼称を東亜紡織からトーア紡に変更。
  - 10月 - 太陽不動産株式会社を合併。
- 1992年（平成4年）- 創業70周年を迎える。
- 1994年（平成6年）- 株式会社トーアレディース及び株式会社トーアアパレルを設立。
- 1995年（平成7年）
  - 3月 - 佐賀県神埼郡三田川町（現・吉野ヶ里町）にゴルフ練習場の「ゴルフガーデン三田川」をオープンさせる。
  - 売却した紡績工場跡地に、不動産事業部がパワーシティ四日市（現・イオンタウン四日市泊）及び泉大津ロードサイドショップを建設。
  - 中華人民共和国にて無錫東亜毛紡織有限公司を設立。
- 1997年（平成9年）- ウールエコサイクルプロジェクトを発足させる。大阪新薬株式会社に資本参加。
- 1998年（平成10年）- 各工場で生産品種を住み分けを実施。
  - 大垣工場の紡績部門の14400錘の機械を休止して、楠工場・宮崎工場・中華人民共和国の無錫東亜毛紡織の3カ所に集約。
  - トーア紡の宮崎トーアの生産能力を半減して、大垣工場のトップ染め、染色、織布を休止。
- 1999年（平成11年）- 不動産事業部が、売却した紡績工場跡地にてショッピングセンター「クレッセ甲西（山梨県中巨摩郡）」及び「クレッセ泉大津ショッピングセンター（大阪府泉大津市）」を建設。
- 2000年（平成12年）-
  - 9月 - 青森県西津軽郡に株式会社レーベンを設立。
  - 12月 - 三重県三重郡楠町にトーアテック株式会社を設立。
- 2001年（平成13年）- 合繊設備を楠工場に集約する。
- 2002年（平成14年）- 大阪新薬を100％子会社化する。
- 2003年（平成15年）
  - 純粋持株会社として株式会社トーア紡コーポレーションを設立。各事業部は事業会社としてその傘下に入る。
  - 不動産事業として、泊工場の用地を商業施設に転用、大垣工場の用地を住宅地として不動産会社に売却、大府工場と泉大津工場・甲西工場など紡績工場の跡地を商業施設や住宅団地として売却。
- 2004年（平成16年）- 大垣工場跡地及び東亜紡織社宅跡地を大和ハウス工業に住宅開発用地として売却。
- 2005年（平成17年）
  - 5月 - 中国上海市に保税区企業間の貿易を行う颯進貿易有限公司を設立。
  - 大阪工場がISO 14001：1996の認証を取得。
  - 中国に張家港東鹿毛紡織有限公司を設立。
- 2006年（平成18年）
  - 7月 - 中華人民共和国で工程用特種紡織品の生産、加工などを行う広州東富井特種紡織品有限公司を設立。
  - 東亜紡織主体で「グリーンウールラベル会」を発足。
  - 中華人民共和国に常熟青亜紡織有限公司を設立。
  - 楠工場の不織布部門がISO 9001：2000の認証を取得。
- 2007年（平成19年）- 中国にて常熟東博紡織有限公司を設立。
- 2008年（平成20年）- 中国の広州東富井について、資本金を300万米ドルから600万米ドルに増資。
- 2009年（平成21年）- 中国の武漢光谷微電子股有限公司及び江陰万達外貿進出口有限公司に資本参加。また、無錫東亜毛紡織有限公司を100％子会社化。
- 2010年（平成22年）- 楠工場を「四日市工場」に改称。無錫東亜毛紡織有限公司を「無錫東亜紡織有限公司」に改名。NC WORKS（アメリカ合衆国）に資本参加。
- 2013年（平成25年）- 本社を大阪市中央区城見の大阪ビジネスパークにあるクリスタルタワーへ移転。
- 令和初期（2023年）の株主優待制度で商品贈与制度ができる。令和6年度トーア紡事業計画で化粧品事業及び建設機械向けカーボン繊維を増産する。

## 主な事業拠点
- 東京支店（東京都中央区）
- 本社工場の大坂工場（大阪府泉大津市虫取町一丁目）従業員数は74名（2023年3月31日現在）事業内容は電子機器向け部品、ファインケミカル、繊維製品の製造販売、ヘルスケア商品、化粧品の販売および不動産賃貸と子会社の経営管理
- 主力工場の四日市工場（三重県四日市市楠工場）を環境配慮型工場にするため技術更新を実施している。貫流ボイラー設備の技術更新や都市ガスへの燃料設備の転換、活性炭の燃料を利用した廃水処理設備の導入で環境対策工場設備の技術更新を実施している。
- ムサシノ製薬（東京都西東京市）

## 事業内容
- 衣料事業
  - 毛糸製造
  - テキスタイル（メンズ・レディース）
  - ユニフォーム製造
- インテリア・産業資材
  - 自動車用内装材製造
  - ファイバー製造
  - 不織布製造
  - カーペット製造
- 非繊維事業
  - 半導体製造
  - ファイバーケミカル事業
  - 不動産事業
  - 農業関係のアグリビジネス文化の魚粉事業

## 事業計画
- 農業関係のアグリビジネス事業部を新設。ミャンマーから魚粉を肥料として輸入して販売している。
- 不織布生産を令和6年7月までに数倍に増産する計画で不織布生産を強化している。
- トーア紡は学生服、企業ユニフォームの製造販売など学校制服用の衣類を生産している企業で、インテリア産業資材の生産部門は自動車内装用資材を生産している。

## 関係会社

### 日本国内
- トーア紡マテリアル株式会社 -トーア紡マテリアル四日市工場で生産されるタフトカーペット製品・ニードルパンチ製品の旧東亜紡織楠工場の毛糸製造企業。ロックタフト製品・ポリプロファイバー製品・タイルカーペット製品・不織布製品の製造販売事業と梳毛糸の整地の技術がある。大阪府大阪市中央区城見。
- 株式会社トーア自動車学校 - 自動車教習所経営。三重県多気郡明和町に三重校、滋賀県高島市に湖西校がある。
- 株式会社トーアアパレル - 学生服と企業ユニフォームの製造、毛織物製造。佐賀県神埼郡吉野ヶ里町。
- 大阪新薬株式会社 - 薬品製造。山口県山陽小野田市。令和元年に工場を新設し、加齢化化粧品向けの原材料を生産している。
- 株式会社有明ユニフォーム - 毛織物製造。佐賀県杵島郡白石町。
- 有限会社千代田トーア - 毛織物製造。佐賀県神埼市千代田町。
- トーア興発株式会社 - ゴルフ練習場経営。大阪府大阪市中央区。
- 東亜紡織株式会社 - 毛糸販売、毛織物販売。愛知県愛西市立田町に津島事務所がある。
  - 東亜紡織株式会社宮崎工場 - 衣料事業部門を承継して設立される。資本金は1億円。従業員数は71名（2023年3月31日現在）事業内容は梳毛織糸、梳毛ニット糸、合繊糸、毛織物、ジャージ好調な事業として注目される。学生制服と紳士服の毛糸生産の主力工場。梳毛糸製造、毛織物製造。宮崎県都城市高城町。
- トーアニット株式会社 - 毛糸販売、ニット製品の販売、毛織物の販売とサービス。岡山県真庭市。
- 株式会社たがやす - 洋菓子の製造、販売。東京都中央区日本橋人形町。

### 海外生産拠点
- 毛糸（製造）
  - 常熟青亜紡織有限公司
- 毛糸（販売）
  - 無錫東亜紡織有限公司
  - 颯進上海貿易有限公司
- 毛織物（製造・販売）
  - 無錫東洲紡織有限公司
  - 常熟東博紡織有限公司
- 自動車内装材用不織布（製造・販売）
  - 広州東富井特種紡織品有限公司
- 衣料事業生産拠点
  - Dong Nam Woolen Textile Co., Ltd. - ベトナム・ナムディン。ニット糸の生産工場でベトナム国内の日系ニッター向けにニット糸を販売している。[3]
- カンボジア国内に養魚池で飼育する魚粉エサ開発実験に参加している。養魚池の魚粉エサ生産計画事業を令和初期に行っている。

## 教育及び宣伝活動
- 岐阜県大垣市に立地する東亜紡織大垣工場勤務の女子工員の多くは、働きながら大垣女子短期大学の三部課程に通学していた。
- 「トーア紡の歌」が作曲されて昭和戦後期に東亜紡織のテレビコマーシャルがあった。

## 大株主
- 令和初期に愛知県一宮市に本社を置く染色整理メーカーのソトーが大株主となり、羊毛生産工場の製造工程及び環境技術分野で協力関係の会社となった。トーア紡もソトーの相互大株主である。

## 関連人物及び施設
- 岩井勝次郎（設立者）
- 安野譲（中央毛糸紡績取締役、白金莫大小製造所社長）
- 沢井余志郎（四日市市泊工場の元社員）
- 岡田武兵衛（東亜紡織楠工場を誘致した政治家）
- 東亜紡織楠工場